# Universal Zulu Nation

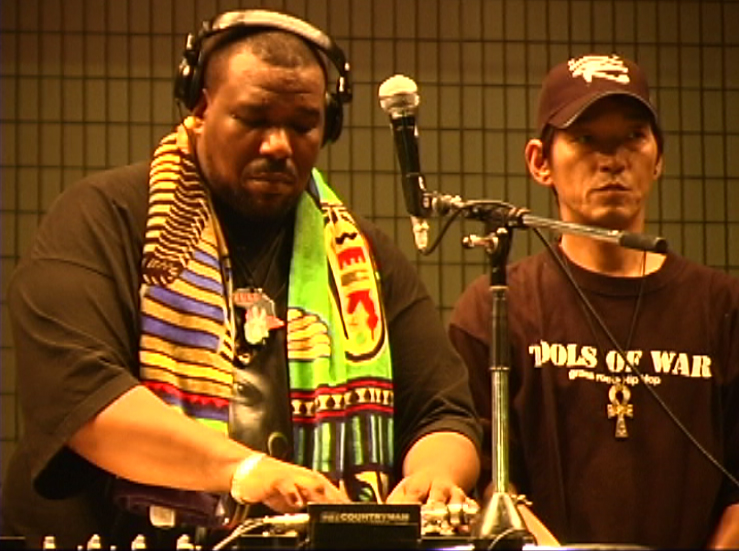
Sean Wilson 2004, Afrika Bambaataa, Tokyo

ONG Fundada pelo DJ Afrika Bambaataa que tem como princípio as bases do hip hop: paz, amor, união e diversão, vem sendo responsável pela existência do verdadeiro espírito do hip hop. Além disso, a Zulu Nation organizava palestras chamadas de ‘Infinity Lessons’(Aulas Infinitas, em bom português), que eram aulas sobre conhecimentos, prevenção de doenças, matemática, ciências, economia, entre outras coisas e que serviam para modificar os pensamentos das gangues. Segundo seu próprio líder, Afrika Bambaataa, a Zulu Nation apóia o conhecimento, a sabedoria, a compreensão, a liberdade, a justiça, a igualdade, a paz, a união, o amor, a diversão, o trabalho, a fé e as maravilhas de Deus. Essa verdadeira ‘Nação’ também viajou por todo o mundo para pregar a boa palavra do Hip-Hop, fazendo muitos shows e arrecadando fundos para campanhas Anti-Apartheid (Anti-Racista) e chegou a reunir 10.000 membros em todo o mundo. Segundo a Zulu Nation, no espaço descontraído da rua era, e ainda é, possível manifestar opiniões e se divertir. Os jovens excluídos, no contato com seus iguais (o grupo), podiam sentir e vivenciar a rara oportunidade da livre-expressão através da arte, sem repressão.

Real Hip-Hop